# ジェーン・グリア
ジェーン・グリア（Jane Greer、1924年9月9日 - 2001年8月24日）は、アメリカ合衆国の女優、歌手、モデルである。映画『過去を逃れて』への出演で知られている。

## 経歴
1924年9月9日、ワシントンD.C.に生まれる。子供の頃に数々の美人コンテストに出場しており、12歳の頃よりプロのモデルとして活動する。歌手活動を優先するため、高校を中退した。第二次世界大戦中には、雑誌『ライフ』、ニュース映画、婦人陸軍部隊のポスターにてモデルを務める。
1945年、『Two O'Clock Courage』で映画初出演を果たす。1947年、ジャック・ターナー監督のフィルム・ノワール『過去を逃れて』に出演する。1956年に『太陽に向って走れ』でリチャード・ウィドマークと共演し、翌年には『千の顔を持つ男』でジェームズ・キャグニーと共演した。
『過去を逃れて』の回顧上映にてテイラー・ハックフォードと出会ったのち、1984年、ハックフォード監督による同作のリメイク『カリブの熱い夜』に起用される。
2001年8月24日、癌の合併症によりカリフォルニア州ロサンゼルスにて死去。76歳没。

## フィルモグラフィー

### 映画
- Two O'Clock Courage（1945年）
- 船乗りシンバッドの冒険（1947年）
- 過去を逃れて（1947年）
- 私は殺さない（1947年）
- 拳銃往来（1948年）
- 仮面の報酬（1949年）
- 愛の十字路（1951年）
- 駆潜艇PC-1168（1951年）
- ゼンダ城の虜（1952年）
- 望みなき捜索（1952年）
- 太陽に向って走れ（1956年）
- 千の顔を持つ男（1957年）
- 愛よいずこへ（1964年）
- ビリー（1965年）
- 組織（1973年）
- カリブの熱い夜（1984年）
- 女ざかり ホリーとサンディ（1986年）
- この愛の行方（1989年）

### テレビ
- 刑事コロンボ（1975年）第29話『歌声の消えた海 - Troubled Waters』- シルヴィア・ダンジガー